# Solomon (Name)
Solomon ist ein männlicher Vorname und Familienname.

## Herkunft und Bedeutung
→ Hauptartikel: Salomo
Beim Namen Solomon handelt es sich um die englische Variante des hebräischen Namens שְׁלֹמֹה šəlōmōh. Außerdem ist Σολομων Solomōn die altgriechische Form des Namens, die Josephus nutzt.

## Verbreitung
In den USA zählte der Name nie zu den beliebtesten Vornamen, war jedoch im 19. Jahrhundert mäßig beliebt. Im Jahr 2021 stand er auf Rang 421 der beliebtesten Jungennamen.
In England und Wales ist der Name auch nur mäßig beliebt, wird jedoch häufiger vergeben als in den Vereinigten Staaten.

## Namensträger

### Name
- Solomon von Daras († 544), byzantinischer Heerführer unter Justinian I.

### Künstlername
- Solomon (Solomon Cutner; 1902–1988), britischer Pianist

### Vorname
- Solomon Apt (1921–2010), russischer Übersetzer deutscher Literatur
- Solomon Asch (1907–1996), polnisch-amerikanischer  Gestalt- und Sozialpsychologe
- Solomon Ayllon (1660–1728), Rabbiner in London und Amsterdam
- Solomon Aaron Berson (1918–1972), US-amerikanischer Nuklearmediziner
- Solomon Birnbaum (1891–1989), jiddischer und hebräischer Sprachwissenschaftler
- Solomon Bonnah (* 2003), niederländischer Fußballspieler
- Solomon Bregman (1895–1953), russisches Mitglied des Jüdischen Antifaschistischen Komitees (JAFK)
- Solomon Burke (1940–2010), US-amerikanischer Sänger und Komponist
- Solomon Busendich (* 1984), kenianischer Langstreckenläufer
- Solomon D. Butcher (1856–1927), US-amerikanischer Fotograf
- Solomon Dodaschwili (1805–1836), georgischer Philosoph, Lehrer, Journalist und Belletrist
- Solomon Foot (1802–1866), US-amerikanischer Politiker
- Solomon Freehof (1892–1990), US-amerikanischer Rabbiner des Reformjudentums
- Solomon ibn Gabirol (* 1021 oder 1022; † um 1070),  jüdischer Philosoph und Dichter im muslimischen Spanien
- Solomon W. Golomb (1932–2016), US-amerikanischer Mathematiker und Ingenieur
- Solomon R. Guggenheim (1861–1949), US-amerikanischer Industrieller und Philanthrop
- Solomon Hill (* 1991), US-amerikanischer Basketballspieler
- Solomon Hirsch (1839–1902), US-Botschafter
- Solomon Hirschell (1761–1842), Großrabbiner in London
- Solomon Kullback (1907–1994), US-amerikanischer Mathematiker und Kryptologe
- Solomon Kwirkwelia (* 1992), georgischer Fußballspieler
- Solomon Liebgold (1877–1942), Schauspieler aus Krakau
- Solomon Linda (1909–1962), südafrikanischer Zulu-Musiker, Sänger und Komponist
- Solomon Kalushi Mahlangu (1956–1979), südafrikanischer politischer Aktivist und Apartheidgegner
- Solomon Benjamin March (* 1994), englischer Fußballspieler, siehe Solly March
- Solomon Michoels (1890–1948), russisch-jüdischer Schauspieler und Regisseur
- Solomon Njie (* 1999), schwedischer Schauspieler und Fußballspieler
- Solomon Okoronkwo (* 1987), nigerianischer Fußballspieler
- Solomon Pasi (* 1956), bulgarischer Politiker
- Solomon Schechter (1847–1915), rumänischer Rabbiner, Gelehrter und jüdischer Erzieher
- Solomon Weniaminowitsch Schereschewski (1886–1958), russischer Journalist und Gedächtniskünstler
- Solomon H. Snyder (* 1938), US-amerikanischer Neurowissenschaftler
- Solomon Joseph Solomon (1860–1927), englischer Maler
- Solomon Thomas (* 1995), US-amerikanischer American-Football-Spieler

### Familienname
- Abigail Solomon-Godeau (* 1948), US-amerikanische Kunstkritikerin und Hochschullehrerin
- Abraham Solomon (1823–1862), britischer Maler
- Ada Solomon (* 1968), rumänische Filmproduzentin
- Albert Solomon (1876–1914), australischer Politiker
- Alexandru Solomon (* 1966), rumänischer Filmregisseur
- Andrew Solomon (* 1963), US-amerikanischer Journalist und Autor
- Azinho Solomon (Azinho Amunike Andre Junior Solomon, * 1994), vincentischer Fußballspieler
- Barbara Stauffacher Solomon (1928–2024), US-amerikanische Landschaftsarchitektin und Grafikdesignerin
- Barbu Solomon (1904–1965), rumänischer Rechtsanwalt, Richter und Politiker (PMR, PCR)
- Barney Solomon (1883–1952), britischer Rugbyspieler
- Bert Solomon (1885–1961), britischer Rugbyspieler
- Carl Solomon (1928–1993), US-amerikanischer Lyriker und Schriftsteller
- Cary Solomon (* 1958), US-amerikanischer Drehbuchautor und Filmregisseur
- Chad Solomon (* 1994), südafrikanischer Rugbyspieler
- Charles Solomon (Mobster) (King; 1884–1933), US-amerikanischer Gangster
- Charles Solomon (Politiker) (1889–1963), US-amerikanischer Politiker
- Charles J. Solomon (1906–1975), US-amerikanischer Bridgespieler und Autor
- Clifford Solomon (1931–2004), US-amerikanischer Musiker
- Courtney Solomon (* 1971), kanadischer Filmproduzent und -regisseur
- Cynthia Solomon (* 1938), US-amerikanische Informatikerin
- Daisy Solomon (1882–1978), britische Suffragette und Frauenrechtsaktivistin
- Darsan Solomon (* 1993), US-amerikanischer Schauspieler
- David Solomon (Chemiker) (David Henry Solomon; * 1929), australischer Chemiker
- David Solomon (Regisseur), US-amerikanischer Filmregisseur und Produzent
- David Solomon (Künstler) (* 1976), US-amerikanischer Künstler
- David Henry Solomon (* 1929), australischer Chemiker
- David M. Solomon (* 1962), US-amerikanischer Bankmanager und Musiker
- Dennis Solomon (* 1966), deutsch-US-amerikanischer Rechtswissenschaftler
- Diane Solomon, US-amerikanische Sängerin
- Donald Solomon (* 1989), Fußballspieler der Kaimaninseln
- Duane Solomon (* 1984), US-amerikanischer Mittelstreckenläufer
- Ed Solomon (* 1960), US-amerikanischer Drehbuchautor
- Edward Solomon (1855–1895), britischer Komponist und Dirigent
- Eric Solomon (1935–2020), britischer Spieleautor
- Freddie Solomon (1953–2012), US-amerikanischer American-Football-Spieler
- Georgiana Solomon (1844–1933), schottisch-britische Lehrerin, Suffragette und Sozialaktivistin
- Gerald B. H. Solomon (1930–2001), US-amerikanischer Politiker
- Gustave Solomon (1930–1996), US-amerikanischer Mathematiker und Ingenieur
- Harold Solomon (* 1952), US-amerikanischer Tennisspieler
- Henry Solomon (* um 1998), US-amerikanischer Jazzmusiker
- Herbert Solomon (Statistiker) (1919–2004), US-amerikanischer Statistiker
- Herbert Solomon (Manager) (1927/1928–2022), US-amerikanischer Manager
- Herbert Jay Solomon, eigentlicher Name von Herbie Mann (1930–2003), US-amerikanischer Flötist und Komponist
- Herbert John Solomon (1929–2020), australischer Rugby-Union-Spieler, siehe John Solomon (Rugbyspieler)
- Holly Solomon (1934–2002), US-amerikanische Kunsthändlerin, Galeristin und Schauspielerin
- Ionel Solomon (1929–2015), französischer Physiker
- Izler Solomon (1910–1987), US-amerikanischer Dirigent
- Jack Solomon (1913–2002), US-amerikanischer Tontechniker
- Jarrin Solomon (* 1986), Leichtathlet aus Trinidad und Tobago
- John Solomon (Ruderer) (John Drummond Solomon; 1903–1981), neuseeländischer Ruderer
- John Solomon (Rugbyspieler) (Herbert John Solomon; 1929–2020), australischer Rugby-Union-Spieler
- John Solomon (Krocketspieler) (1931–2014), britischer Krocketspieler
- John Solomon (Journalist), US-amerikanischer Journalist
- John Solomon (Drehbuchautor) (* 1970), US-amerikanischer Komiker und Drehbuchautor
- Joseph J. Solomon, US-amerikanischer Politiker
- Kokob Solomon (* 1996), eritreische Leichtathletin
- Lawrence Solomon (* 1948), kanadischer Autor und Journalist
- Lenny Solomon (Musiker, 1952) (* 1952), kanadischer Jazzmusiker, Komponist und Arrangeur
- Lenny Solomon (Musiker, 1961) (* 1961), US-amerikanisch-israelischer Rockmusiker und Komponist
- Manor Solomon (* 1999), israelischer Fußballspieler
- Matt Solomon (* 1996), hongkong-chinesisch-australischer Automobilrennfahrer
- Maynard Solomon (1930–2020), US-amerikanischer Musikproduzent, Musikwissenschaftler, Biograf und Essayist
- Melvin Solomon (um 1913–2003), US-amerikanischer Jazz- und Unterhaltungsmusiker
- Meshullam Solomon (1723–1794), britischer Rabbiner
- Mike Solomon (* 1954), Leichtathlet aus Trinidad und Tobago
- Million Solomon (* 1997), äthiopischer Fußballspieler
- Myrtle Solomon (1921–1987), englisch-britische Pazifistin
- Norman Solomon (Rabbiner) (* 1933), britischer Rabbiner
- Norman Solomon (Journalist) (* 1951), amerikanischer Journalist
- Oana Solomon (* 1966), deutsche Schauspielerin
- Petre Solomon (1923–1991), rumänischer Schriftsteller und Übersetzer
- Reanna Solomon (1981–2022), nauruische Gewichtheberin
- Rebecca Solomon (1832–1886), britische Malerin
- Richard H. Solomon (1937–2017), US-amerikanischer Diplomat und Politikwissenschaftler
- Robert Solomon (Politiker) (* 1931), australischer Politiker
- Robert Solomon (Tänzer) (* um 1946), US-amerikanischer Tänzer, Choreograf und Tanzpädagoge
- Robert C. Solomon (1942–2007), US-amerikanischer Philosoph
- Robert M. Solomon, singapurischer methodistischer Bischof
- Ronald Solomon (* 1948), US-amerikanischer Mathematiker
- Sean Solomon (* 1945), US-amerikanischer Geophysiker
- Serita Solomon (* 1990), britische Hürdenläuferin
- Shalonda Solomon (* 1985), US-amerikanische Leichtathletin
- Simeon Solomon (1840–1905), britischer Maler
- Solomon Joseph Solomon (1860–1927), britischer Maler
- Stacey Solomon (* 1989), britische Sängerin
- Stanley Solomon (1917–2015), kanadischer Bratschist und Musikmanager
- Steven Solomon (* 1993), australischer Leichtathlet
- Suniti Solomon (1938/1939–2015), indische Medizinerin und Mikrobiologin
- Susan Solomon (* 1956), US-amerikanische Atmosphärenchemikerin
- Susan Gross Solomon (* 1943), kanadische Politologin
- Tom Solomon (eigentlich Thomas Solomon), britischer Neurologe
- Vaiben Solomon (1853–1908), australischer Politiker, Premierminister von South Australia
- Yonatan Solomon (* 1993), eritreischer Fußballspieler